# ماوریس فن دن بمدن
ماوریس فن دن بمدن (هلندی: Maurice van den Bemden؛ زادهٔ ۱۸۹۸ - درگذشته نامشخص) بازیکن هاکی روی چمن و تنیس‌باز اهل بلژیک بود.